# Stanisław Kołat
Stanisław Kołat (ur. 16 września 1927 w Jordanowie, zm. 5 października 2010) – polski działacz partyjny i państwowy, zootechnik, w latach 1980–1984 przewodniczący Prezydium Wojewódzkiej Rady Narodowej w Krośnie.

## Życiorys
Syn Wojciecha i Anieli. Z zawodu zootechnik, w 1954 ukończył studia drugiego stopnia na Akademii Rolniczej we Wrocławiu. uzyskał stopień doktora inżyniera, specjalizując się w zakresie żywienia zwierząt. Od 1956 zatrudniony w Instytucie Zootechniki, w tym od 1968 do 1995 w Zakładzie Doświadczalnym Instytutu Zootechniki PIB w Odrzechowej. Pełnił w nim funkcje wicedyrektora i następnie dyrektora (1969–1991), zajmując się badaniami m.in. nad krowami. Później przeszedł na emeryturę.
Wieloletni działacz Zjednoczonego Stronnictwa Ludowego. Od 1975 wiceprzewodniczący Wojewódzkiego Komitetu ZSL w Krośnie (po raz ostatni uzyskał reelekcję w 1983). Zasiadał w Wojewódzkiej Radzie Narodowej w Krośnie, od grudnia 1980 do czerwca 1984 pełnił funkcję przewodniczącego jej prezydium. W latach 1984–1988 wchodził w skład Naczelnego Komitetu ZSL, a od 1987 do 1989 w skład Rady Krajowej Patriotycznego Ruchu Odrodzenia Narodowego.
Został wpisany do Księgi zasłużonych dla województwa krośnieńskiego (1983).